# Espejo curvo

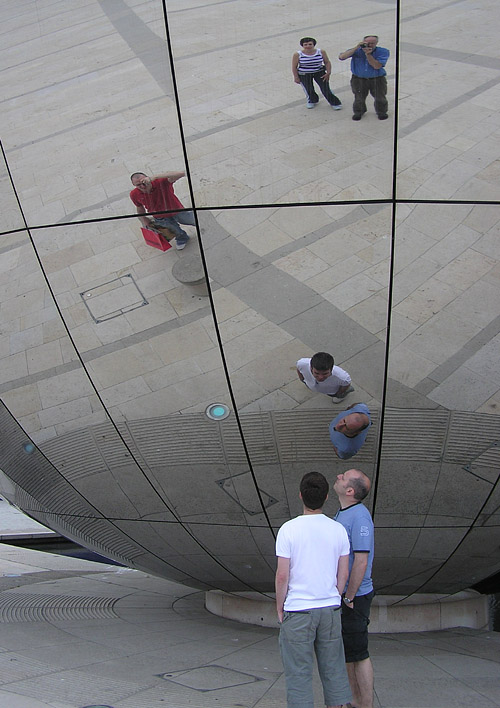
Reflexiones en un espejo convexo esférico. Se puede ver al fotógrafo reflejado en la zona superior.

Un espejo curvo es un espejo cuya superficie reflectante es curva, la cual puede ser convexa (con la deformación hacia afuera) o cóncava (con la deformación hacia adentro). Muchos espejos curvos poseen superficie que tienen la forma de un trozo de una esfera, pero algunos dispositivos ópticos poseen espejos con otras formas. La forma más común que no sea la esférica es la del reflector parabólico, que se utiliza por ejemplo en los telescopios reflectores que permiten observar objetos distantes, dado que los sistemas con espejos esféricos, al igual que lo que sucede con las lentes esféricas, adolecen de aberración esférica. Una ventaja que poseen los sistemas ópticos basados en espejos comparados con los sistemas que utilizan lentes es que los espejos no introducen aberración cromática.
En óptica geométrica se definen una serie de conceptos como:
Eje óptico: es una línea imaginaria que atraviesa el espejo perpendicularmente por su centro. Contiene al vértice, al centro de curvatura y al foco
El centro de curvatura de un espejo curvo se define matemáticamente como un punto cuya distancia a cualquier punto de la superficie reflectante del espejo curvo es constante. Es el centro de la esfera, en realidad del trozo de esfera, que forma la superficie reflectante. Físicamente, cualquier rayo luminoso que pase por el centro de curvatura de un espejo curvo incide perpendicularmente sobre la superficie reflectante del mismo, y por tanto es reflejado con el mismo ángulo volviendo a pasar por el centro de curvatura. El camino del rayo incidente sobre el espejo y el reflejado son por tanto la misma línea. Se suele representar por C.
El foco de un espejo curvo se define matemáticamente como el punto situado en el eje óptico a mitad de camino entre el centro de curvatura y el vértice. Físicamente, cualquier rayo luminoso paralelo al eje óptico y dirigido hacia la superficie reflectante del espejo será reflejado pasando por el foco. O a la inversa, cualquier rayo luminoso que pase por el foco e incida sobre la superficie reflectante del espejo curvo será reflejado paralelamente al eje óptico y alejándose de la superficie reflectante. 
¡¡¡Cuidado !!! Estos dos hechos se cumplen sólo, sólo y sólo si el espejo no abarca más que 30 grad. de la circunferencia. Por ejemplo, un espejo de semicírculo no enfoca todos los rayos paralelos que inciden sobre él. (Se puede comprobar fácilmente con una simulación en GeoGebra)
Algunos instrumentos ópticos como el telescopio de Monte Palomar, California con sus cinco metros de diámetro y considerado como uno de los más grandes del mundo, se basa en el principio de formación de imágenes reales de los cuerpos celestes con enormes espejos cóncavos, estos espejos tienen la característica que todos los rayos de luz que llegan de objetos muy lejanos se concentran en un mismo punto llamado foco. El foco se suele representar como F. También la distancia focal (distancia del foco al vértice) se suele simbolizar por F o f. Puede demostrarse que se puede ver si ben las ondas de los espejos se utilizan para la comunicaciones y también es un segmento de esfera del cula r es el radio de la misma C.

## Espejos convexos

Un diagrama de un espejo convexo en el que se observa el foco, el centro de curvatura y el eje principal.

Un espejo convexo, espejo ojo de pescado o espejo divergente, es un espejo curvo en el cual la superficie reflectante se encuentra deformada hacia la fuente de luz (ver esquema para mayor claridad). Los espejos convexos reflejan la luz hacia afuera, por lo tanto no se utilizan para enfocar luz. Estos espejos siempre forman una imagen virtual, dado que el foco (F) y el centro de curvatura (2F) son ambos puntos imaginarios "dentro" del espejo, que no pueden ser alcanzados. Por lo tanto, las imágenes que se forman en este tipo de espejos no pueden ser proyectadas en una pantalla, dado que la imagen se encuentra detrás del espejo.
Un haz de luz colimada (paralela) diverge luego de reflejarse en un espejo convexo, dado que el vector normal a la superficie es distinto en cada punto del espejo.

### Usos

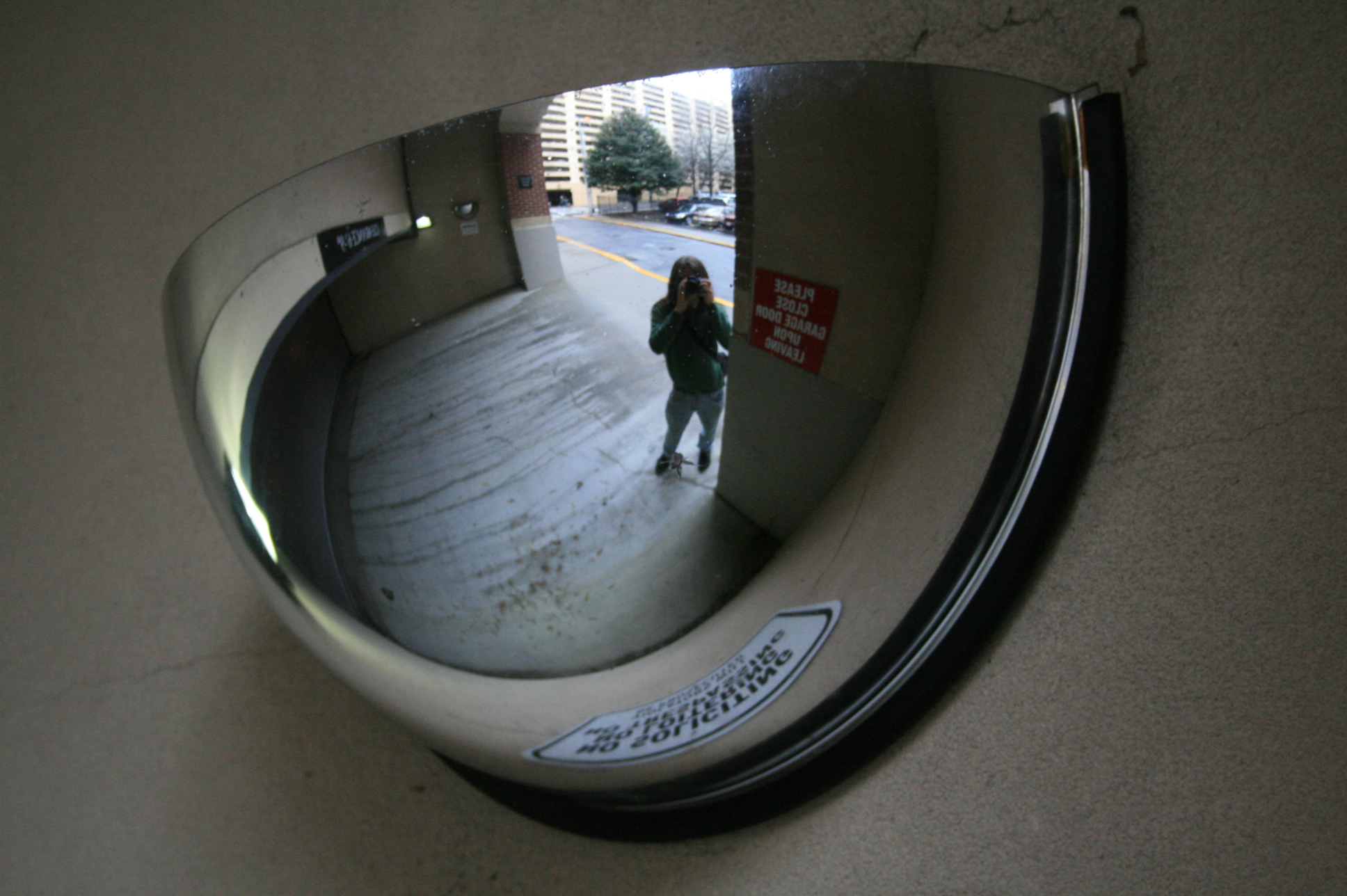
El espejo convexo permite a los conductores observar detrás de curvas o esquinas.

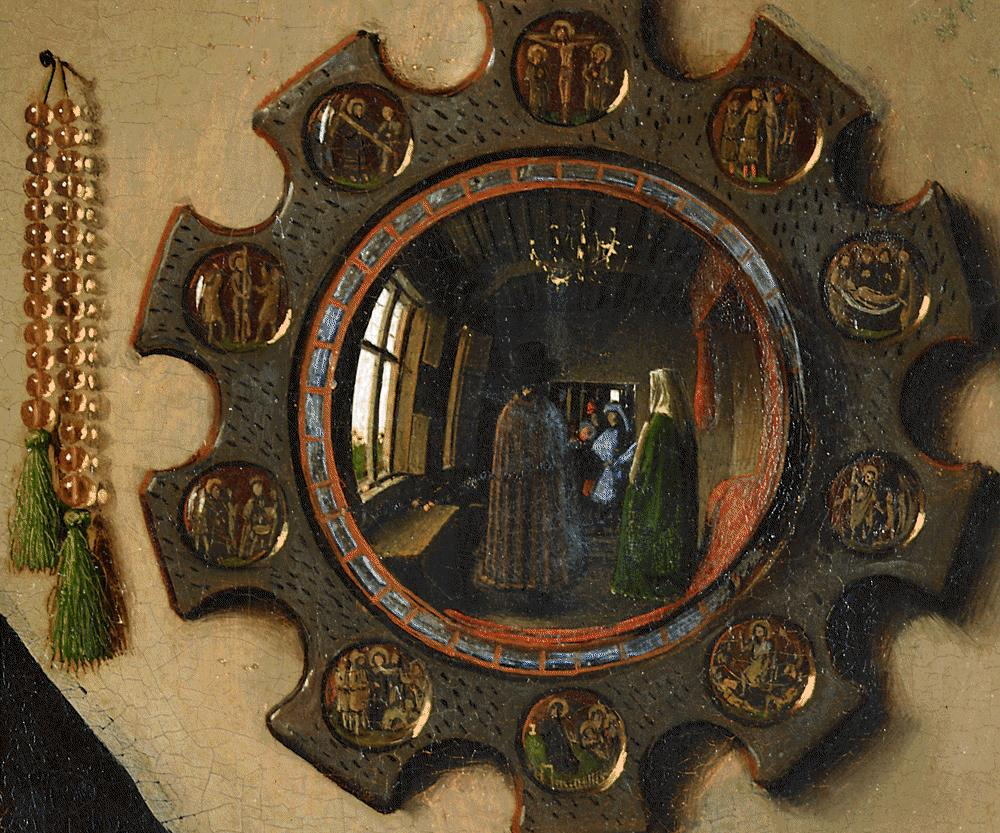
Detalle de un espejo convexo en el Retrato de Giovanni Arnolfini y su esposa.

El espejo del lado del acompañante de un automóvil es por lo general un espejo convexo. En algunos países, estos poseen una advertencia grabada que dice "Los objetos en el espejo se encuentran más cerca de lo que aparentan", para prevenir al conductor sobre los efectos distorsionantes en cuanto a la percepción de las distancias. Se prefiere usar espejos convexos en los automóviles ya que dan una imagen no invertida aunque de menor tamaño. Además, ofrecen un campo de visión más amplio ya que están curvados hacia afuera. 
Este tipo de espejos se suelen colocar en los pasillos de diversos edificios, incluidos hospitales, hoteles, escuelas, tiendas, y edificios de departamentos. Por lo general están colocados sobre la pared o el cielo raso en la zona en la cual se cruzan los pasillos, o donde poseen esquinas pronunciadas. De esta forma ayudan a las personas que transitan por esas zonas ya que permiten mejorar la visibilidad en puntos donde es limitada. También se los utiliza en carreteras, rutas de acceso, aparcamientos, y callejuelas para brindar seguridad a los conductores en zonas de escasa visibilidad, especialmente en las curvas y esquinas.

### Imagen

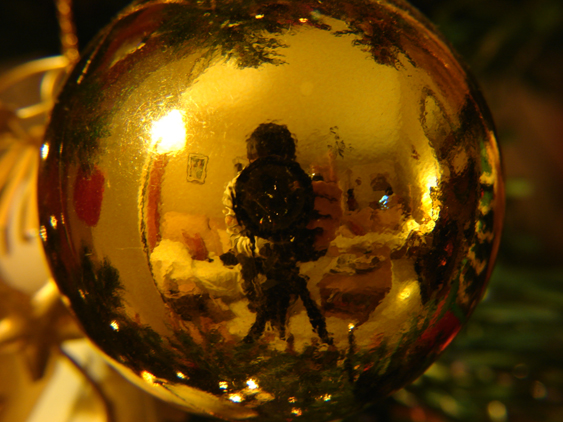
Una imagen virtual en un adorno navideño.

La imagen de un espejo convexo es siempre virtual los rayos de luz no han pasado por la imagen, solo las extensiones de las trayectorias de dichos rayos lo han hecho, (como sucede en un espejo común plano), de menor tamaño que el objeto y derecha o en posición correcta.
A medida en que el objeto se encuentra más cerca del espejo, el tamaño de la imagen aumenta, hasta ser del tamaño del objeto, cuando toca el espejo. Cuando el objeto se aleja, el tamaño de la imagen disminuye y gradualmente se acerca al foco, hasta que se reduce a un punto en el foco cuando el objeto se encuentra a una distancia infinita. Estas características son las que convierten a los espejos convexos en dispositivos muy útiles: dado que todo aparece más pequeño en el espejo, ellos pueden abarcar un campo de visión más amplio que el que posee un espejo plano normal.
| Posición del objeto (S), punto focal (F) | Imagen                                              | Diagrama |
| ---------------------------------------- | --------------------------------------------------- | -------- |
| {\displaystyle S>F,\ S=F,\ S<F}          | - Virtual - Derecha, no invertida - De menor tamaño |          |

## Espejos cóncavos

Diagrama de un espejo cóncavo indicando el foco, la distancia focal, el centro de curvatura y el eje principal.

Un espejo cóncavo, o espejo convergente, posee una superficie reflectante que se encuentra curvada hacia adentro (acercándose a la fuente de luz que incide en él, ver esquema adjunto para mayor claridad). Los espejos cóncavos reflejan la luz haciéndola converger en un punto focal. Se los utiliza para focalizar la luz. A diferencia de los espejos convexos, los espejos cóncavos muestran  imágenes de diferentes formas dependiendo de la distancia entre el objeto y el espejo.
Estos espejos se denominan "convergentes" ya que tienden a recolectar la luz que incide sobre ellos, desviando los rayos paralelos de luz que inciden hacia un foco. Esto se produce ya que la luz es reflejada con distintos ángulos, dado que la normal a la superficie varía de un punto a otro del espejo.

### Usos
Los espejos cóncavos se utilizan en los telescopios. También se los utiliza en los cuartos de baño para aumentar el tamaño de la imagen del rostro para aplicarse maquillaje o afeitarse.

### Imagen
| Posición del objeto (S), punto focal (F)                               | Imagen | Diagrama |
| ---------------------------------------------------------------------- | --- | -------- |
| {\displaystyle S<F} (Objeto entre el punto focal y el espejo)          | - Virtual - Derecha, no invertida - Aumentada (de mayor tamaño) |          |
| {\displaystyle S=F} (Objeto en el punto focal)                         | - Los rayos reflejados son paralelos y nunca se cruzan, por lo que no se forma imagen. - En el límite cuando S se aproxima a F, la distancia hasta la imagen se aproxima a infinito, y la imagen no es ni real ni virtual ni invertida ni derecha dependiendo si S se aproxima a F por encima o por debajo. |          |
| {\displaystyle F<S<2F} (Objeto entre el foco y el centro de curvatura) | - Real - Invertida (verticalmente) - Aumentada (de mayor tamaño) |          |
| {\displaystyle S=2F} (Objeto en el centro de curvatura)                | - Real - Invertida (verticalmente) - De igual tamaño - La imagen se forma en el centro de curvatura |          |
| {\displaystyle S>2F} (Objeto más allá del centro de curvatura)         | - Real - Invertida (verticalmente) - Reducida (de menor tamaño) - En la medida en que aumenta la distancia al objeto, la imagen se aproxima asintóticamente al punto focal - En el límite cuando S se aproxima a infinito, el tamaño de la imagen se aproxima a cero y la imagen se aproxima a F            |          |

En general, para un espejo con radio de curvatura R no muy pronunciado, se puede determinar la posición de la imagen en el espejo de acuerdo con:
{\displaystyle {1 \over x_{o}}+{1 \over x_{i}}={2 \over R}}
Donde {\displaystyle x_{o}} es la distancia del objeto respecto al espejo y {\displaystyle x_{i}} la distancia de la imagen. {\displaystyle R} es el radio de curvatura del espejo. Ahora, por relación de distancia y altura:
{\displaystyle {-x_{i} \over x_{o}}={h_{i} \over h_{o}}}
Tenemos que:
{\displaystyle -{h_{i}^{2}x_{o}+h_{o}^{2}x_{i} \over (h_{i}x_{o})(h_{o}x_{i})}={2 \over R}}
Que es la relación entre las distancias y altura del objeto.